# サンギア・ニバンデラ空港
サンギア・ニバンデラ空港（サンギア・ニバンデラくうこう、インドネシア語: Bandar Udara Sangia Nibandera、(IATA: KXB, ICAO: WAWP)）は、インドネシアの南東スラウェシ州コラカ県に位置する空港。この空港は、2010年6月25日に開港した。空港の名称は、コラカの先住民であるメコンガ族 (the Mekongga tribe) の最初の王で、コラカ一帯にイスラム教を広めたとされるラジャ・サンギア・ニバンデラ (Raja Sangia Nibandera) に因んだものである。

## 就航航空会社と就航都市
| 航空会社         | 就航地     |
| ---------------- | ---------- |
| ウイングス・エア | マカッサル |

## 事故
2013年11月26日には、落雷にともなう火災によって空港のメイン・ターミナルの建物が破壊された。